# Parafia św. Kazimierza w Kartuzach
Parafia św. Kazimierza w Kartuzach – rzymskokatolicka parafia w Kartuzach. Należy do dekanatu kartuskiego znajdującego się w diecezji pelplińskiej. Erygowana w 1983 roku.
Parafia obchodzi również odpust Matki Boskiej Ostrobramskiej. 

## Proboszczowie
- ks. Ryszard Różycki (2003– )[3][4]

## Obszar parafii
Na obszarze parafii leżą ulice Kartuz: Abrahama, Bielińskiego, os. Derdowskiego, Dworcowa, Dworzec, Gdańska, gen. Hallera, Jeziorna, Kolejowa, Kościerska, Kościuszki, 3 maja, Marszałkowskiego, Parkowa, Piłsudskiego, Przy Torach, Rynek, Sędzickiego, os. Sikorskiego, Szkolna, Tredera, Zacisze.
Na obszarze parafii leżą również wsie: Burchardztwo, Dzierżążno, Kaliska, Mezowo.
8 października 2019 roku Sąd Apelacyjny w Gdańsku, wyrokiem prawomocnym, nakazał parafii skierowanie przeprosin oraz partycypowanie w wypłacie odszkodowania w wysokości 400 tys. zł tytułem zadośćuczynienia na rzecz powoda, byłego ministranta, Marka Mielewczyka jednego z bohaterów filmu braci Sekielskich „Tylko nie mów nikomu”. Będąc ministrantem był molestowany przez wikarego z Kartuz. Finansowe zadośćuczynienie mają zapłacić wspólnie wikary, parafia św. Kazimierza w Kartuzach i diecezja pelplińska.